# Сто (намештај)
Сто или стол, је комад намештаја који има радну површину за обављање разних активности. Састоји се од ногара (ножица) или носача и радне површине. Углавном је сто намењена за више особа али може бити и за једну особу. Столови имају ноге (најчешће четири) на којима стоји радна површина, тако да је он подигнут од пода. Столови су делови намештаја који могу да се померају али постоје и столови који су фиксирани за под или за зид. Да би се користили столови обично се око њих распоређују столице за седење а могу бити столови поред којих се стоји.
Столови могу бити разних величина па и склапајући (за камповање и сл.). За сто се негде још користи назив астал (од мађ. asztal), а за мале столове се каже сточић. Столови се деле према намени или према материјалу од кога су направљени. 

## Етимологија
Енглеска реч table је изведена од староенглеске речи tabele, изведене из латинске речи tabula („даска, равна горња површина“), која је заменила староенглеску реч bord; њен тренутни правопис одражава утицај француске речи table.

## Историја
Стари Египћани су направили и користили неке веома ране столове око 2500. године пре нове ере, користећи дрво и алабастер. Често су били нешто више од камених платформи које су се користиле за држање предмета изнад пода, иако је неколико примера дрвених столова пронађено у гробницама. Храна и пиће су се обично стављали на велике тањире постављене на постоље за јело. Египћани су користили разне мале столове и повишене даске за игру. Кинези су такође креирали веома ране столове како би се бавили уметношћу писања и сликања, као што су то учинили људи у Месопотамији, где су коришћени разни метали.
Грци и Римљани су чешће користили столове, посебно за јело, иако су грчки столови гурани под кревет након употребе. Грци су измислили комад намештаја веома сличан геридону. Столови су били направљени од мермера или дрвета и метала (обично од легура бронзе или сребра), понекад са богато украшеним ногама. Касније су већи правоугаони столови прављени од засебних платформи и стубова. Римљани су такође увели у Италију велики, полукружни сто, mensa lunata. Плутарх помиње употребу „столова“ од стране Персијанаца.
Намештај у средњем веку није толико познат као онај из ранијих или каснијих периода, а већина извора показује врсте које је користило племство. У Источном римском царству, столови су били направљени од метала или дрвета, обично са четири стопе и често повезани носилима у облику слова „X”. Столови за јело били су велики и често округли или полукружни. Комбинација малог округлог стола и направе попут говорнице је веома популарна као сто за писање. У западној Европи, инвазије и међусобни ратови довели су до губитка већине знања наслеђеног из класичног доба. Као резултат неопходне покретљивости, већина столова су били једноставни столови, иако су се мали округли столови направљени са дрвеним ногарима поново појавили током 15. века и надаље. У доба готике, шкриње су постале широко распрострањен и често се користиле као столови.

## Врсте столова по намени
- Барски сто
- Баштенски сто
- Билијарски сто[8][9][10]
- Ђачки сто
- Канцеларијски сто
- Карташки сто[11][12][13]
- Катедра
- Кафански сто
- Рачунарски сто
- Конференцијски сто
- Кројачки сто
- Кухињски сто
- Монтажни сто
- Ноћни сточић
- Округли сто
- Операциони сто
- Сто за масажу
- Пијачни сто (тезга)
- Писаћи сто
- Радни сто
- Склапајући сто[14]
- Сто за камповање
- Сто за клуб гарнитуру
- Сто за стони тенис[15][16][17]
- Трпезаријски сто
- Тоалетни сточић
- Цртаћи сто
- Шаховски сто
- Школски сто

## Врсте столова по материјалу од кога су направљени
- Дрвени сто
- Мермерни сто
- Метални сто
- Дрвено-метални сто
- Сто стакло-дрво
- Сто стакло-метал
- Пластични сто
- Пластични сто са металним ногарима
- Сто од прућа
- Сто од бамбуса

## Галерија
- Римска богато украшена нога стола
- Шик сто у Иранској палати
- Дрвени трпезаријски сто и столице
- Трпезаријски сто Антонија Гаудија
- Сто са чврстом стакленом плочом на отвореном дворишту
- Сто на отвореном са шаховском таблом уграђеном у њему
- Модеран бразилски сто од нерђајућег челика направљен од еукалиптуса са FSC сертификатом
- Модернистички столић Алвара Алта
- Површина стола са постољем се може склопити у путничком возу
- Резбарени дрвени сто из непознатог века у Музеју Франца Мајера у Мексико Ситију
- Метални сто за ручавање и столице на тераси
- Сто за виолину

### Столови на постољу
- Једноструко постоље
- Мали појединачни постоље
- Једнокрилно постоље
- Овалнo једнострукo постоље
- Вишеструки пиједестал